# Europejska Nagroda Filmowa dla najlepszego kompozytora
Europejska Nagroda Filmowa dla najlepszego kompozytora (ang. European Film Award for Best Composer) − nagroda przyznawana za najlepszą muzykę do filmu europejskiego w ramach Europejskich Nagród Filmowych. Przyznawana jest przez członków Europejskiej Akademii Filmowej już od pierwszej edycji rozdania nagród w 1988 roku. W latach 1993–2003 wyróżnienie to nie było przyznawane. Począwszy od 2013 nie przyznaje się nominacji do nagrody - wiadome jest jedynie nazwisko jej laureata.
Najczęściej nagradzanym i nominowanym kompozytorem jest jak dotychczas Hiszpan Alberto Iglesias, który zdobył trzy nagrody i sześć nominacji w tej kategorii. Następnym w kolejności dwukrotnym laureatem wyróżnienia jest Francuz Alexandre Desplat (zdobył pięć nominacji).
Jedynym polskim zdobywcą nagrody jest Paweł Mykietyn za muzykę do filmu IO (2022) Jerzego Skolimowskiego. Nominowany był również Michał Lorenc za 300 mil do nieba (1989).

## Laureaci i nominowani
| Rok       | Laureat                                    | Film                               | Pozostali nominowani |
| --------- | ------------------------------------------ | ---------------------------------- | --- |
| 1988      | Jurij Chanon                               | Dni zaćmienia                      | |
| 1989      | Andrew Dickson                             | Wysokie aspiracje                  | - Goran Bregović (Kuduz) - Ferenc Darvas (Eldorado) - Michał Lorenc (300 mil do nieba) - Maggie Parke i Gast Waltzing (A Wopbobaloobop a Lopbamboom)                                                      |
| 1990      | Nagrody nie przyznano.                     | Nagrody nie przyznano.             | - Jean-Luc Godard (Nowa fala) - Jean-Claude Petit (Cyrano de Bergerac) - Jürgen Knieper (Grudniowa panna młoda)                                                                                           |
| 1991      | Hilmar Örn Hilmarsson                      | Dzieci natury                      | |
| 1992      | Vincent van Warmerdam                      | Ludzie z Północy                   | |
| 1993-2003 | Nagrody nie przyznawano.                   | Nagrody nie przyznawano.           | Nagrody nie przyznawano. |
| 2004      | Bruno Coulais                              | Pan od muzyki                      | - Alexandre Desplat (Dziewczyna z perłą) - The Free Association (Kodeks 46) - Alberto Iglesias (Złe wychowanie i Moimi oczami) - Eleni Karaindrou (Trylogia: płacząca łąka) - Stephen Warbeck (Alzheimer) |
| 2005      | Rupert Gregson-Williams Andrea Guerra      | Hotel Ruanda                       | - Joachim Holbek (Manderlay) - Cyril Morin (Syryjska narzeczona) - Ennio Morricone (Los utracony) - Stefan Nilsson (Jak w niebie) - Johan Söderqvist (Bracia)                                             |
| 2006      | Alberto Iglesias                           | Volver                             | - Tuomas Kantelinen (Moje matki) - Dario Marianelli (Duma i uprzedzenie) - Stéphane Moucha i Gabriel Yared (Życie na podsłuchu)                                                                           |
| 2007      | Alexandre Desplat                          | Królowa                            | - Alex Heffes (Ostatni król Szkocji) - Dejan Pejović (Gucza! Pojedynek na trąbki) - Tom Tykwer, Johnny Klimek i Reinhold Heil (Pachnidło)                                                                 |
| 2008      | Max Richter                                | Walc z Baszirem                    | - Tuur Florizoone (Moskwa, Belgia) - Dario Marianelli (Pokuta) - Fernando Velázquez (Sierociniec) |
| 2009      | Alberto Iglesias                           | Przerwane objęcia                  | - Alexandre Desplat (Coco Chanel) - Jacob Groth (Millennium: Mężczyźni, którzy nienawidzą kobiet) - Johan Söderqvist (Pozwól mi wejść)                                                                    |
| 2010      | Alexandre Desplat                          | Autor widmo                        | - Aleš Březina (Czeski błąd) - Pasquale Catalano (Mine vaganti. O miłości i makaronach) - Gary Yershon (Kolejny rok)                                                                                      |
| 2011      | Ludovic Bource                             | Artysta                            | - Alexandre Desplat (Jak zostać królem) - Alberto Iglesias (Skóra, w której żyję) - Mihály Víg (Koń turyński)                                                                                             |
| 2012      | Alberto Iglesias                           | Szpieg                             | - George Fenton (Whisky dla aniołów) - François Couturier (Nazywam się Li) - Cyrille Aufort i Gabriel Yared (Kochanek królowej)                                                                           |
| 2013      | Ennio Morricone                            | Koneser                            | |
| 2014      | Mica Levi                                  | Pod skórą                          | |
| 2015      | Cat's Eyes (Faris Badwan i Rachel Zeffira) | Duke of Burgundy. Reguły pożądania | |
| 2016      | Ilja Diemucki                              | Uczeń                              | |
| 2017      | Jewgienij Galperin i Sasza Galperin        | Niemiłość                          | |
| 2018      | Christoph M. Kaiser i Julian Maas          | 3 dni w Quiberon                   | |
| 2019      | John Gürtler                               | Błąd systemu                       | |
| 2020      | Dascha Dauenhauer                          | Berlin Alexanderplatz              | |
| 2021      | Nils Petter Molvær i Peter Brötzmann       | Wielka wolność                     | |
| 2022      | Paweł Mykietyn                             | IO                                 | |
| 2023      | Markus Binder                              | Club Zero                          | |